# 王元感
王元感（?—?），唐朝濮州鄄城县（今山东省鄄城县）人。
王元感年轻时举明经高第，补任博城县丞。兖州都督、纪王李慎礼重他，命其子东平王李续跟随王元感受学。天授年间，稍迁左卫率府录事，兼直弘文馆。武则天亲祠南郊、享明堂，封嵩山，王元感受诏与韦叔夏等诸儒撰定仪注，他立下的典仪，被众人推重。转任四门博士，仍直弘文馆。王元感虽年老，还能烛下看书，通宵不睡。长安三年（703年），献上自己所撰的《尚书纠谬》十卷、《春秋振滞》二十卷、《礼记绳愆》三十卷，还有他所注释的《孝经》、《史记》草稿，请官府供给纸笔，抄写献给秘书阁。武则天诏令弘文、崇贤两馆学士和成均博士审查是否可行。学士祝钦明、郭山惲、李宪等都死守先儒章句，讥讽王元感指摘旧义，王元感随机应答，始终没有被辩倒。王元感著论三年之丧有三十六个月，讥诋诸儒。凤阁舍人张柬之说三年之丧其实是二十五个月，通过引用《春秋》《尚书》《礼》《仪礼》证明，郑玄算上首位两个月，说一共是二十七个月。凤阁舍人魏知古、司封郎中徐坚、左史刘知几、右史张思敬，喜欢新奇见解，常被王元感学说驳辩，上表联合推荐。武则天下诏任命他为太子司议郎，兼崇贤馆学士。魏知古称赞他写的书是《五经》指南。唐中宗即位，以东宫旧属，进加朝散大夫，拜崇贤馆学士。不久去世。